# Густав Холм
Густав Фредерик Холм (на датски: Gustav Frederik Holm) е датски военноморски офицер, изследовател на Гренландия.

## Ранни години (1849 – 1876)
Роден е на 6 август 1849 година в Копенхаген, Дания, в семейството на офицер от Кралския датски флот. През 1869 с фрегатата „Зеландия“ участва в отварянето на Суецки канал. През 1870 става помощник-лейтенант е във военноморския флот, а три години по-късно е назначен за лейтенант.

## Експедиционна дейност (1876 – 1885)
През 1876 и 1880 – 1881 участва в датска геоложка експедиция, като изследва югоизточното крайбрежие на Гренландия на юг до нос Фарвел (59º 45` с.ш., най-южната точка на Гренландия).
През 1883 – 1885 ръководи самостоятелна датска научна експедиция, която изследва югоизточното крайбрежие на гигантския остров от нос Фарвел до нос Густав Холм (66º 30` с.ш.). Експедицията се провежда на специално построени за целта ескимоски лодки – умиаки. В района на Ангмагсалик експедицията открива 11 неизвестни дотогава ескимоски общности на инуитите, наброяващи общо 431 души. Холм окончателно установява, че с изключения на крайния югоизток на острова, никъде другаде по крайбрежието няма развалини от жилища на древните викинги.
Резултатите от изследванията му са публикувани под заглавията: „Den danske Konebaads-Expedition til Grønlands Østkyst 1883 – 85“ (1889) и „Om de geografiske Forhold i dansk Østgrønland“ (1889).

## Следващи години (1885 – 1940)
За извършените от него изследвания е награден със златен медал от Парижкото географско дружество (1891) и Датското географско дружество (1895) и получава през 1909 Големия датски медал за особени заслуги.
През 1899 е назначен за командващ на Датския военноморски флот, а от 1899 до 1909 е началник на Датското хидрографско бюро. През 1919 се оттегля от флота. В по-късните си години е зает с географски изследвания и история, особено по въпросите, свързани с Източна Гренландия. 
Умира на 13 март 1940 година в Копенхаген на 90-годишна възраст.

## Памет
Неговото име носят:
- нос Густав Холм (66°34′ с. ш. 34°22′ з. д. / 66.566667° с. ш. 34.366667° з. д.) на източния бряг на Гренландия;
- п-ов Земя Холм (80°20′ с. ш. 17°23′ з. д. / 80.333333° с. ш. 17.383333° з. д.) в североизточната част на Гренландия.